# Bătălia Vraciului
Bătălia Vraciului este a patra carte din seria Cronicile Wardstone. În aceastǎ carte Tom, Alice și Vraciul cǎlǎtoresc spre Pendle pentru a lua înapoi cuferele mamei lui Tom și pentru a opri sǎrbǎtoarea de Lammas a vrǎjitoarelor menit sǎ-l aducǎ pe Necurat înapoi în lume.

## Rezumat
"Ținutul Pendle este năpădit de vrăjitoare, zise Vraciul... Cea mai mare problemă cu care ne confruntăm este numărul lor. Vrăjitoarele se ciorovăiesc și se războiesc adesea, dar atunci când cad la înțelegere și se adună pentru un scop comun, puterea lor crește foarte mult. Da, trebuie să luăm seamă la asta. Pentru că, vezi tu, s-ar putea să avem de-a face chiar cu primejdia cea mare - clanurile vrăjitoarelor să se fi unit deja!"
Vrăjitoarele din Pendle vor să stăpânească lumea și se zvonește că trei dintre cele mai puternice clanuri de vrăjitoare (Malkin, Deane & Mouldheel) s-au unit pentru a conjura o forță malefică de neînchipuit. Împreună, ar fi în stare să aducă în lume Întunericul întrupat - pe Diavolul însuși. 
Tom și Vraciul trebuie să pornească spre Pendle pentru a luă măsuri să nu se întâmple ceea ce nici cu mintea nu se poate gândi. Înainte de a pleca, Vraciul îi cere lui Tom să facă un drum până acasă, să-și ia cuferele pe care i le-a lăsat moștenire mama lui. Dar ce taine de familie întunecate se află închise în cuferele acestea? Și oare ele îi vor pune familia lui Tom într-o și mai mare primejdie sau le vor oferi, lui Tom și magistrului său, ajutorul de care au atâta nevoie în Pendle?

## Personaje
- Tom
- Alice
- Vraciul
- Wurmalde
- Mab Mouldheel
- Pǎrintele Stocks

## Publicare
Bǎtǎlia Vraciului, apǎrutǎ la Corint Junior la începutul lunii septembrie, urcǎ rapid în topul de vânzǎri. În mai puțin de 2 sǎptămâni de la lansarea pe piață, romanul se bucură de vânzǎri record, situându-se pe locul 1 în topul general de vânzări DIVERTA.